# Henry Garnet
Henry Garnet (engelskt uttal: [ˈhɛn.ɹi ˈɡɑː(ɹ).nət]
 ( lyssna); ibland Henry Garnett som alternativ stavning), född i juli 1555 i Heanor, död 3 maj 1606 i London (avrättad), var en engelsk jesuitpräst, främst känd för sin involvering i krutkonspirationen mot kung Jakob I av England 1605. Efter att ha studerat vid Nottingham High School och senare Winchester College flyttade han 1571 till London, där han arbetade som korrekturläsare. Garnet var intresserad av att studera juridik, men valde istället att resa ut i kontinentaleuropa för att gå med i jesuitorden. Han prästvigdes någon gång runt 1582 i Rom och stannade kvar i staden för att undervisa i hebreiska, metafysik och matematik.
Garnets akademiska karriär förkortades dock när fader Robert Persons bad honom återvända till England, något jesuitordens general Claudio Aquaviva vägrade gå med på till en början. Tidigt i juli 1586 anlände Garnet till England och påbörjade sitt missionärsarbete kort därefter. Han uppmärksammade katolikernas förtryckta levnadssituation i England, men valde själv ett passivt förhållningssätt till problemen. När flera tänkta konspirationer mot Jakob I av England uppdagades under tidigt 1600-tal uppmanade Garnet Englands katoliker att inte ta till våld mot den sittande kungen. Han mötte ledaren för krutkonspirationen, Robert Catesby, några gånger under sommaren 1605, men han var ovetande om dennes planer att lönnmörda kung Jakob. Det var inte förrän jesuiten Oswald Tesimond den 24 juli samma år avslöjade planerna för Garnet som han förstod vad som var på gång. Informationen Tesimond delgav var dock belagd med absolut tystnadsplikt och Garnet kände sig inte bekväm att dela med sig av denna information till någon. Istället bad han påven uppmana alla katoliker att inte ge sig in i ett våldsamt uppror mot Jakob.
Efter att krutkonspirationen misslyckades den 5 november 1605 tillbringade Garnet flera veckor på rymmen innan han greps vid Hindlip Hall den 27 januari 1606. Han fördes åter till London där han kan ha blivit förhörd vid så många som 23 olika tillfällen. Garnet satt fängslad i Towern i cellen bredvid kollegan Edward Oldcorne. I rättegången mot Garnet den 28 mars 1606 blev det en fällande dom i landsförräderi mot honom. Garnet avrättades den 3 maj 1606 i Westminster genom hängning, dragning och fyrdelning.

## Biografi

### Tidigt liv

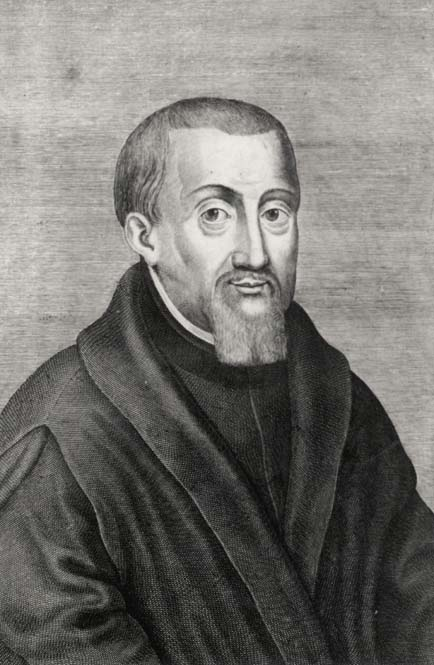
Ett porträtt av Garnet. Porträtt av okänd konstnär.

Henry Garnet föddes i juli 1555 i Heanor, Derbyshire som son till Brian Garnet och hans fru Alice, vars flicknamn var Jay. Garnet hade åtminstone två bröder (Richard och John) samt tre systrar (Margaret, Eleanor och Anne), där de senare blev nunnor vid det katolska universitetet i Leuven. Garnet studerade vid Nottingham High School, där hans far var anställd från och med 1565. Garnet blev antagen som elev vid denna skola den 24 augusti 1567, men året därpå studerade han istället vid Winchester College. Garnet älskade musik och han ska ha haft en förtjusande sångröst. Han kunde även sjunga sånger helt utan att behöva förbereda sig samt att han var skicklig på att spela luta. Fader Thomas Stanney skrev att Garnet var "typexemplet på en elev vid Winchester College, som var väldigt duktig på musik och på att spela olika instrument och som var väldigt tolerant och ödmjuk i sina handlingar, till den grad att magistrarna och skolföreståndarna gärna ville vara vänner med honom och de erbjöd honom en plats vid New College i Oxford."
Garnet valde att inte börja på New College utan istället lämnade han Winchester sent under 1571 för att ta sig till London. Där arbetade han som korrekturläsare åt Richard Tottel, en förläggare av juridiska böcker. I London åt Garnet ofta middag tillsammans med John Popham, som när han senare var Lord Chief Justice skulle presidera över rättegången mot krutkonspiratörerna, med vilka Garnet var inblandade och som skulle leda till Garnets död. Trots att Garnet erkände för Popham att han var intresserad av att studera juridik begav han sig 1575 till Portugal, tillsammans med Giles Gallop, för att gå med i jesuitorden.

### Tiden i Rom
Garnet och Gallop reste sedan till Rom och den 11 september 1575 välkomnades de in i kyrkan Sant'Andrea della Valle. Han studerade under teologen Roberto Bellarmino och både Bellarmino och Christopher Clavius lovordade hans färdigheter. Garnet prästvigdes någon gång runt 1582 och stannade kvar i Rom som professor i hebreiska, där han även undervisade i metafysik och matematik. Han var också en bekännare vid St Peters, men i maj 1584 förkortades hans akademiska karriär när fader Robert Persons bad Garnet att återvända till England; detta beslut kan ha varit en begäran från den högt uppsatte jesuiten William Weston. Jesuitordens general, Claudio Aquaviva, såg Garnet som sin efterträdare och vägrade gå med på denna begäran. Aquaviva ansåg att Garnet bättre passade in i "det tysta och lugna livet" hellre än det liv som väntade honom i England; ett land där jesuiterna inte var uppskattade vid tidpunkten. Aquaviva fick dock se sig besegrad och den 2 maj 1586 godkände han beslutet. Garnet begav sig av mot Calais den 8 maj samma år, tillsammans med jesuiten Robert Southwell. Tidigt i juli 1586 anlände de till Folkestone i England.

### Tillbaka i England
Garnet och Southwell samtalade med Weston på ett värdshus i London innan de begav sig av till Harlesford, i närheten av Marlow, Buckinghamshire. Där bodde de i drygt en vecka hos Richard Bold och under sin vistelse höll de mässor, bad och tog botens sakrament. De diskuterade sin mission i England och kom överens om att träffas varje år i februari och augusti, vilket senare ändrades till runt påsk och under hösten. Weston gav även Garnet och Southwell upplysningar om vilka katolska hem som skulle kunna hysa dem.
Aquaviva hade gett order om att ifall något hände med Weston skulle Garnet ta hans plats, vilket hände bara några få dagar efter att de hade lämnat Harlesford. Det var nämligen så att som en konsekvens av Babingtonsammansvärjningen intensifierades förföljelserna av katoliker i England och Weston tillfångatogs när han var på väg till London. Aquaviva hade även gett Garnet tillåtelse att trycka upp katolsk litteratur, så tidigt under året därpå träffade han Southwell i London för att diskutera möjligheterna att grunda ett fördolt tryckeri (som förmodligen var beläget i närheten av ett tidigare augustinsjukhus vid Spitalfields). Tryckeriet existerade fram till 1588 och gav ut skrifterna An Epistle of Comfort av Southwell samt A Consolatory Letter to All the Afflicted Catholikes in England av en okänd författare.
I november 1588 kunde Garnet, från en väns lägenhet i Ludgate Hill i London, se ett processionståg som firade den misslyckade spanska invasionen av England. Spaniens handlingar oroade Garnet och han skrev följande: "När vi nu trodde att katastroferna, vars kraft nästan blev vår undergång, hade upphört förvandlades vårt hopp till sorg och med fördubblad ansträngning försöker våra övervakare trycka ned oss." Garnet skrev ett brev till Aquaviva, i vilket det stod att han antog att flera av hans anhängare trodde att Garnet var mer bekymrad över Elisabet I av England än hennes kalvinistiska ministrar. Efter den spanska armadans misslyckande skrev Garnet ihop ett förslag på att det borde finnas två olika sorters Oath of Supremacy, för att på så sätt göra det möjligt även för katoliker att svära sin trohet till drottning Elisabet. I den Oath of Supremacy som fanns vid tillfället var den som svor eden tvungen att erkänna att påven inte hade någon makt över Englands sittande kung eller drottning, medan i Garnets version skulle den som svor eden istället enbart erkänna kungens eller drottningens auktoritet och kämpa mot alla dem som önskade en bråd död för denne. Garnets version av Oath of Supremacy förkastades av myndigheterna.

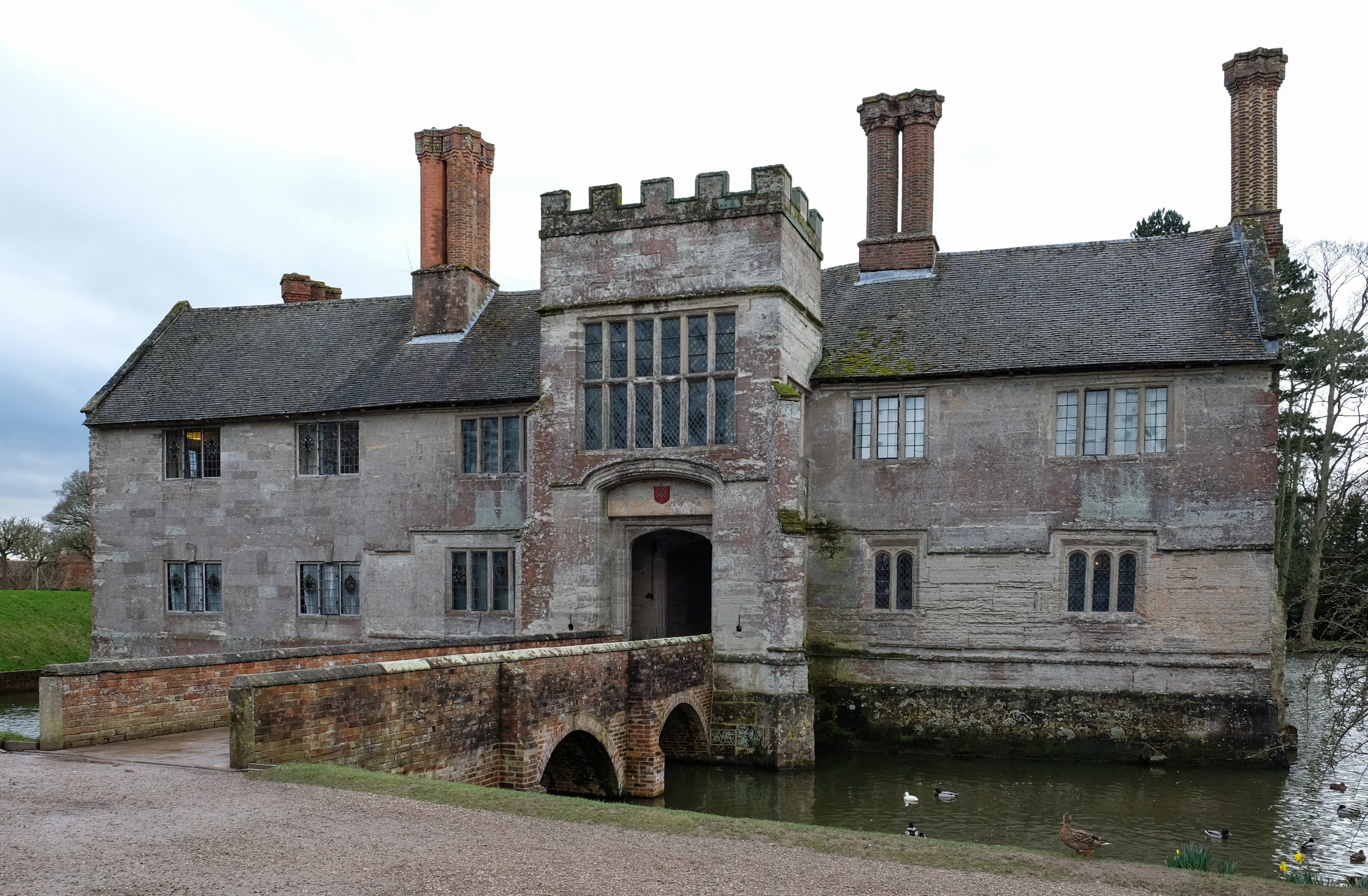
Garnet tillfångatogs nästan av myndigheterna under 1591 vid herrgården Baddesley Clinton.

Garnet tillbringade sina första år tillbaka i England med att träffa nya jesuitiska präster i London, såsom John Gerard och Edward Oldcorne. Jesuiterna hade bannlysts från England 1585 (enligt lagen Jesuits, etc. Act 1584) och om de upptäcktes skulle de riskera att dömas för högförräderi. Jesuiterna fick därför ständigt och jämt undvika förföljare och Garnet tillfångatogs nästan vid flera olika tillfällen. Ett av de mest förödande av dessa tillfällen var under 1591 vid herrgården Baddesley Clinton, där Garnet och flera andra jesuiter nästan tillfångatogs under tiden som de förnyade sina kristna löften. På grund av detta bestämde sig Garnet för att dela upp sina missionärer i elva mindre grupper, som årligen skulle tillbringa två veckor vardera med att vara ute på mission. Efter att Southwell hade blivit tillfångatagen i juni 1592, och att myndigheterna sökt igenom Anne Vaux och Eleanor Brooksbys hus i Warwickshire, skrev Garnet till Aquaviva och bad honom om en assistent som skulle kunna ta Garnets plats om han blev tillfångatagen. Jesuiten Henry Walpole skickades till Garnet, men tillfångatogs när han steg i land i december 1593 och avrättades i York den 7 april 1595. Garnet ansåg att det var hans plikt att, i förklädnad, beskåda sina jesuitkollegors avrättningar och han kan ha varit närvarande när Southwell avrättades i Tyburn den 21 februari 1595. I synnerhet Southwells död drabbade Garnet svårt och han skrev senare om den "outhärdliga bördan av ensamhet" som han tvingades utstå i England.
I november 1593 åkte Garnet till det fallfärdiga Wisbech Castle, som hade rekvirerats av myndigheterna 1579 för att det var ett känt tillhåll för katolska präster. Det var i denna byggnad som bland annat Weston hölls fången. De som satt inspärrade där levde på andra katolikers allmosor och hade det, under omständigheterna, relativt bra; Garnet beskrev Wisbech Castle på ett positivt sätt och kallade det för en "högskola för ärevördiga bekännare." Året därpå medlade han i en dispyt mellan jesuiterna och några sekularpräster och detta gräl har senare kallats för Wisbech Stirs. Dispyten upphörde vid årets slut, men Garnet började få in rapporter om att personer på Collegium Anglorum (som jesuiterna stod för) samt att engelska katoliker i exil i Bryssel var missnöjda och detta trodde Garnet kunde underminera allt arbete han hade lagt ned för att försöka stabilisera situationen mellan katolikerna.

### Medverkan i krutkonspirationen

#### Möten med Robert Catesby

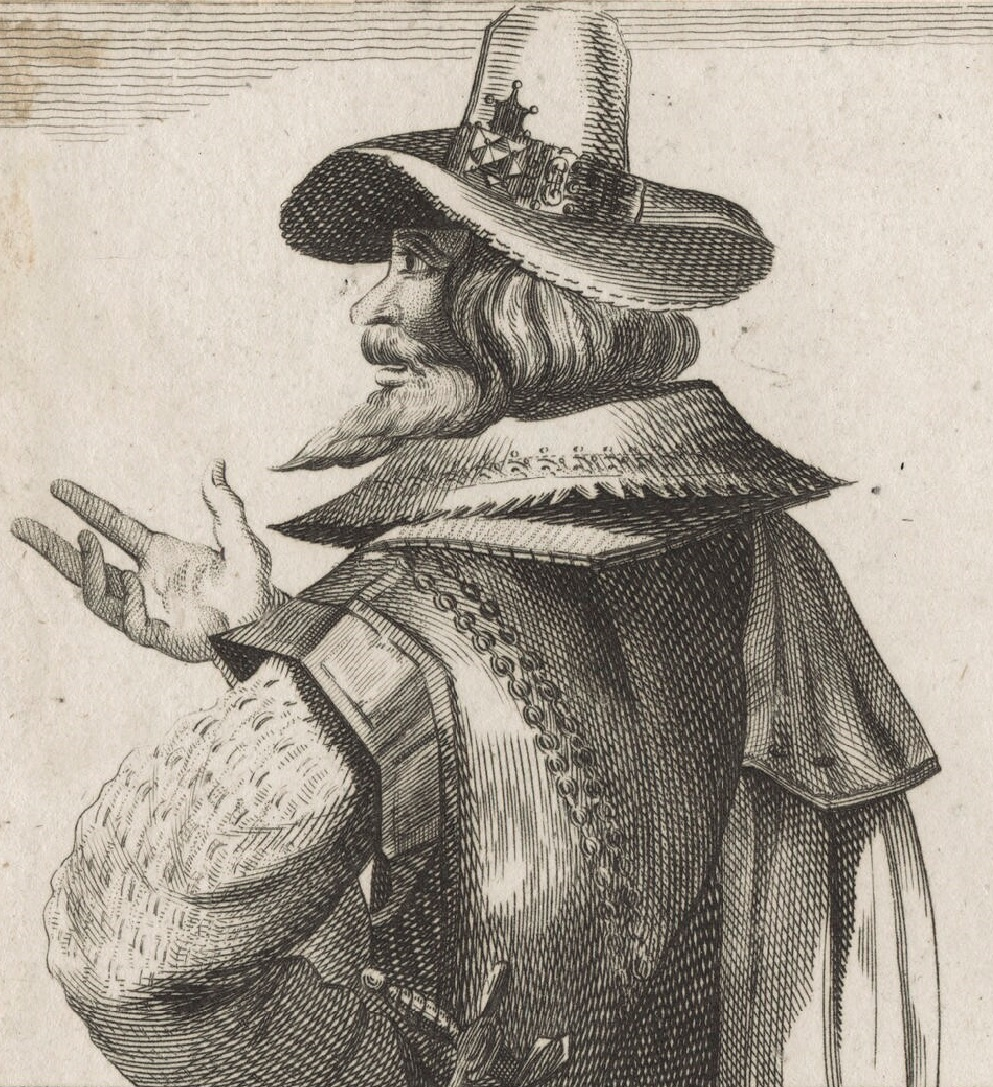
Garnet mötte ledaren för krutkonspirationen, Robert Catesby, några gånger under sommaren 1605. Gravyr av Adam.

Garnet tillbringade mycket av 1604 på resande fot, fast det finns enbart ett fåtal beskrivningar av hans resor bevarade. Under påsken höll han i en mässa vid Twigmore Hall, krutkonspiratören John Wrights hem. I november besökte han Anne Vaux (vars familj han hade känt sedan sommaren 1586) hem White Webbs i närheten av Enfield; anledningen till att han var där var att förnya de löften som sagts under firandet av den saliga Jungfrun Marias tempelgång. Den 9 juni 1605 träffade Garnet ledaren för krutkonspirationen Robert Catesby på Thames Street i London. Under tiden som de diskuterade kriget i Flandern frågade Catesby Garnet hur moraliskt det var att "mörda oskyldiga". Garnet ska då ha sagt att sådana handlingar ofta kan förlåtas; författaren Antonia Fraser ansåg att Garnet antog att Catesby syftade till att delta i striderna i Flandern.
Garnet hade inte alls samma personlighet som Catesby, utan har istället jämförts med en korsriddare och han ansåg att dispyter bäst löste sig om man underkastade sig Guds vilja. Garnet var nöjd med att Jakob I av England tillträdde som kung efter drottning Elisabets död den 24 mars 1603 och han hoppades på att valet av Jakob som kung även skulle godtas av andra länder. Efter att en konspiration katolikerna William Watson och William Clark stod bakom hade misslyckats under 1603 skrev Garnet att deras handlingar var "oförskämda och dåraktiga" och han ansåg att kung Jakob bäst skulle hjälpa katolikerna på ett fredligt sätt. Garnet skrev till påven Clemens VIII att uppmana alla engelska katoliker att inte ge sig in i våldsamma uppror mot Jakob, ett budskap Garnet benämnde "quiete et pacifice"; detta var även det budskap ärkeprästen George Blackwell befallde sina präster att följa. Budskapet ignorerades dock av vissa katoliker och Garnet rapporterade till Rom under sommaren 1605 att de engelska katolikerna började bli desperata.
Garnet och Catesby träffades igen i juli 1605 vid Fremland i Essex. Garnet ska då, enligt egen utsago, ha visat brevet från påven för Catesby, i vilket det stod att uppror var strikt förbjudna. Catesby svarade honom: "Vad jag än ämnar göra, om påven kände till det skulle han inte hindra det för vårt lands eget bästa." Garnet protesterade mot Catesbys uttalande, men Catesby stod på sig. Catesby erbjöd sig även att inviga Garnet i planerna, men Garnet ska ha avböjt detta erbjudande. Garnet ska även ha samtalat med William Parker, 4:e baron Monteagle kort därefter och ställt frågan om Englands katoliker skulle tjäna något på att ta till vapen mot Jakob, men svaret han fick från Monteagle var vagt och diffust. Författaren Alan Haynes föreslog att det var vid denna tidpunkt som Garnet började känna sig överflödig.

#### Garnet får reda på konspiratörernas planer
Garnet har sagt att han var ovetande om Catesbys planer gällande krutkonspirationen fram till den 24 juli 1605, när han blev informerad om dessa av jesuiten Oswald Tesimond; Catesby hade avslöjat planerna för Tesimond och han visste inte vad han skulle göra med informationen och bad därför Garnet om råd. Garnet antog att Catesby hade avslöjat planerna för Tesimond under sin bikt och eftersom det förelåg absolut tystnadsplikt om vad som sagts under bikten kände Garnet sig oförmögen att berätta för någon annan om konspirationen. Runt den 24 juli ska ett tredje möte mellan Garnet och Catesby ha ägt rum. Garnet ska då ha läst upp ett brev han hade fått från Persons, i vilket det stod att Catesby först och främst måste konsultera med påven innan han försöker sig på att genomföra några av sina planer. Catesby, som var livrädd för att konspirationen skulle bli avslöjad, vägrade göra detta. Garnet bestämde sig nu för att skriva ett brev till Aquaviva, i vilket han hävdade att han hade hindrat flera våldsamma uppror men att det fortfarande fanns en risk för att enskilda katoliker skulle försöka sig på landsförräderi. Ännu en gång bad Garnet påven att uppmana alla katoliker att inte ge sig in i våldsamma uppror mot Jakob; dock ville Garnet inte avslöja vad han visste om krutkonspirationen så han bad påven att främst rikta denna uppmaning till katoliker i Wales. Garnet bad även att katoliken Edmund Baynham skulle sprida detta budskap och i och med parlamentets ajournering i juli antog Garnet att faran för något uppror var över.
Den 24 augusti samma år var Garnet vid White Webbs tillsammans med Vaux, hennes syster Eleanor Brooksby, William Brooksby och hans fru Dorothy. De bestämde sig för att ge sig ut på en pilgrimsfärd till vattenkällan St Winefride's Well i Holywell, Flintshire i Wales. De begav sig först till John Grants hem i Norbrook, sedan till Huddington Court i närheten av Worcester, genom Shrewsbury och sedan slutligen till Wales. Sällskapet innehöll ungefär 30 personer och bland dem fanns bland andra Everard Digby, Oldcorne och Nicholas Owen. På färden tillbaka från St Winefride's Well begav sig Garnet, tillsammans med Vaux, till Rushton Hall i Northamptonshire, vilket hade varit Thomas Treshams (far till Francis Tresham) hem innan han avled den 11 september 1605. Efter sitt besök där gav de sig av mot Digbys hem Gayhurst House i Buckinghamshire. Vaux uppmärksammade det stora antalet hästar som fanns hos både Tresham och Digby och hon sade till Garnet att hon var rädd för att de hade något i kikaren. Vaux ville att Garnet skulle tala med Catesby om detta, men han försäkrade henne om att Catesby hade planer att åka på uppdrag till Flandern; Garnet hade nämligen skrivit ett rekommendationsbrev för Catesby gällande just detta. I oktober ställde Vaux samma förfrågan till Garnet, eftersom hon tydligen hade fått frågor från andra kvinnor om vart de skulle ta vägen när "våldsamheterna hade ägt rum vid parlamentets öppnande." Ännu en gång hävdade Garnet att Catesby skulle till Flandern, men Fraser skrev att Vaux påtryckningar måste ha oroat Garnet mer än han var öppen med.

#### Gripandet vid Hindlip Hall

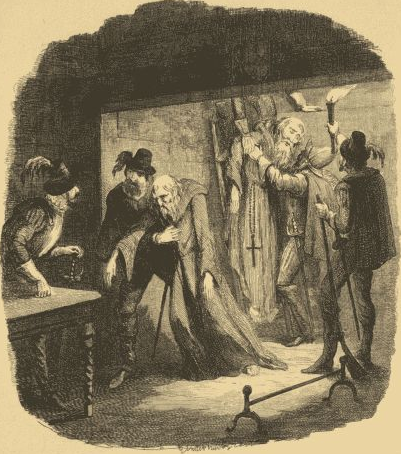
Denna illustration av George Cruikshank ur den historiska romanen Guy Fawkes eller krutsammansvärjningen visar hur Garnet och Oldcorne upptäcks och grips av regeringstrupper vid sitt gömställe på herrgården Hindlip Hall den 27 januari 1606.

Krutkonspirationen var ett misslyckande, mycket tack vare ett anonymt brev som Monteagle hade mottagit den 26 oktober 1605. I och med detta brev, i vilket Monteagle varnades för att närvara vid parlamentets öppnande den 5 november, började myndigheterna genomsöka Westminsterpalatset. Runt midnatt natten till den 5 november ledde baronen Thomas Knyvet en genomsökning och de fann då Guy Fawkes i källarvalvet under det brittiska överhuset, där han vaktade kruttunnorna. Fawkes greps på plats. När de andra konspiratörerna hörde om hans gripande flydde de London för att istället försöka starta ett uppror i Midlands. Myndigheterna gick nu ut med en efterlysning vad det gällde konspiratörerna och under tiden de var på flykt bad Catesby Thomas Bates leverera ett brev till Garnet, som vid tillfället befann sig vid Coughton Court. I brevet bad Catesby om hjälp av Garnet och Catesby ansåg att de främst skulle ta sig till Wales för att se om katolikerna där skulle vara till stöd för deras uppror. Detta brev visade sig vara mycket betydelsefullt och Bates hörde när Tesimond utbrast: "Det är ute med oss alla." Garnets svar till konspiratörerna var att han bad dem sluta med sina "onda handlingar" och istället lyssna till påvens läror, varpå han själv flydde fältet.
Garnet tillbringade flera veckor på rymmen, men greps vid herrgården Hindlip Hall den 27 januari 1606. Där hade han och Oldcorne tillbringat åtta dagar i en prästgömma. Denna gömma var så pass trång att de varken kunde stå upp eller ens röra sina ben. Garnet och Oldcorne fick sin näring via ett sorts sugrör som var inbyggt i herrgårdens vägg, men eftersom prästgömman inte hade någon toalett där de kunde uträtta sina behov eller tvätta sig blev Garnet och Oldcorne tvungna att komma ut från sitt gömställe och de greps då omedelbart. De fördes först till Holt Castle i Worcestershire innan de ett par dagar senare transporterades vidare till London. Garnet var fortfarande väldigt svag efter sin tid i prästgömman och earlen Robert Cecil av Salisbury såg till att kung Jakob stod för alla omkostnader för att hålla Garnet frisk under sin resa. Han genomgick ett kortare förhör under vägen till London, men mycket till besvikelsen för de som förhörde honom gav Garnet enbart korta och koncisa svar på deras frågor. När de anlände till London fängslades Garnet i Gatehouse, där flera andra katoliker redan satt fångna.

#### Fångenskap och förhör
Ett mer formellt förhör hölls med Garnet den 13 februari 1606 och de som var närvarande var Salisbury, Popham, Edward Coke, William Waad, Edward Somerset, 4:e earl av Worcester, Henry Howard, 1:e earl av Northampton och Charles Howard, 1:e earl av Nottingham. De behandlade Garnet med en sorts konstlad respekt, där de tog av sig sina huvudbonader och benämnde honom "herr Garnet" men samtidigt skojade de om hans förhållande med Vaux och de hävdade att de båda var ett par. Under förhöret erkände Garnet några av de anklagelser som lästes upp för honom, däribland att han hade mottagit Catesbys brev den 6 november, men han förnekade att han hade varit delaktig i konspirationen och vägrade namnge några av de misstänkta konspiratörerna; Garnet var nämligen relativt övertygad om att han kunde rentvå sitt namn. Under förhöret lades skriften A Treatise of Equivocation fram på bordet, en skrift som Garnet hade författat men som det inte är säkert att de som förhörde honom kände till. Denna skrift klassades som en av de "irrläriga, förrädiska och fördömliga böckerna" som hittades hemma hos Francis Tresham efter att han hade gripits och de som förhörde Garnet hade väldigt skilda åsikter jämfört med honom om ämnet; de såg skriften som rakt av bedräglig.
Dagen efter flyttades Garnet till Towern till vad han själv benämnde som "en väldigt fin kammare". Han fick rödvin till sina måltider, men det dröjde innan han fick sängkläder och kol till sin eldstad. Garnet skrev att Waad, som var Lieutenant of the Tower of London vid tidpunkten, behandlade honom väl även om han brusade upp så fort de två diskuterade religion.
Förhöret som hölls med Garnet den 13 februari var bara ett av många innan hans rättegång; han kan ha blivit förhörd vid så många som 23 olika tillfällen. Garnet ska dock inte ha gett några förhastade svar och han ska även ha varit motsträvig vid förhören. Det är möjligt att Garnet torterades på en sträckbänk under förhören, men även här var han kallblodig och ska ha sagt: "Minare ista pueris" (vilket kan översättas till "hot är bara för små pojkar"). Vad det än var för information Garnet avslöjade under förhören var det inte av särskilt stort intresse för de som förhörde honom. Garnets fångvaktare, en man vid namn Carey, hade fått i uppdrag av Waad att vinna Garnets förtroende och även erbjuda sig att smuggla ut hans brev från Towern till hans katolska kollegor som satt fängslade i Gatehouse. Garnet omplacerades sedan i en cell bredvid Oldcorne, så att de båda skulle kunna samtala genom ett hål som fanns mellan deras celler; deras samtal avlyssnades dock av två personer som var anställda av myndigheterna för att tjuvlyssna. Garnets och Oldcornes samtal var oftast harmlösa även om Garnet vid ett tillfälle avslöjade att han hade druckit sig berusad på vin, vilket senare skulle användas i rättegången mot honom. All hans kommunikation med sina kollegor och Vaux kontrollerades också av myndigheterna och även om de flesta av hans brev nådde fram till rätt mottagare lästes de först igenom av Waad, som senare försåg Salisbury med deras innehåll. Fastän Garnet i ett av breven till Vaux skrev att anklagelserna mot honom enbart bestod av presumtioner (som inte skulle kunna hålla som bevis i en möjlig rättegång) erkände han sig skyldig tidigt under mars 1606, möjligtvis under ett tortyrförhör. Garnet hävdade att han hade blivit förskräckt över Catesbys planer och att han enbart hade känt till en ytterst liten del av vad konspirationen egentligen hade gått ut på. Myndigheterna såg dock det som att Garnet hade känt till konspirationen i förväg och därmed hade de tillräckligt med bevis för att kunna åtala honom för landsförräderi.
Vaux greps under mars och förhördes två gånger, men släpptes i augusti samma år.

#### Rättegång
Rättegången mot Garnet ägde rum fredagen den 28 mars 1606. Han fördes till Guildhall i en sluten droska; detta var en ovanlig metod vid tidpunkten eftersom de flesta fångar eskorterades till fots, men myndigheterna kan ha varit oroade för att folket skulle ha visat sitt stöd för Garnet om han fick gå till sin rättegång. Rättegången började 09.30 lokal tid och varade under hela dagen. Bland de som besökte rättegången var kung Jakob (som försökte undvika att bli sedd), Arabella Stuart och Catherine Howard, grevinna av Suffolk. Garnet introducerades med sina många alias, däribland "Whalley, även kallad Darcy, även kallad Roberts, även kallad Farmer, även kallad Philips." Han anklagades för att den 9 juni 1605 ha deltagit i Catesbys planer att lönnmörda Jakob, hans son och för att försöka undergräva Englands regering och dess monark. Garnet anklagades även för att ha haft en aktiv roll i krutkonspirationen. Till anklagelserna sade han sig vara "icke skyldig".

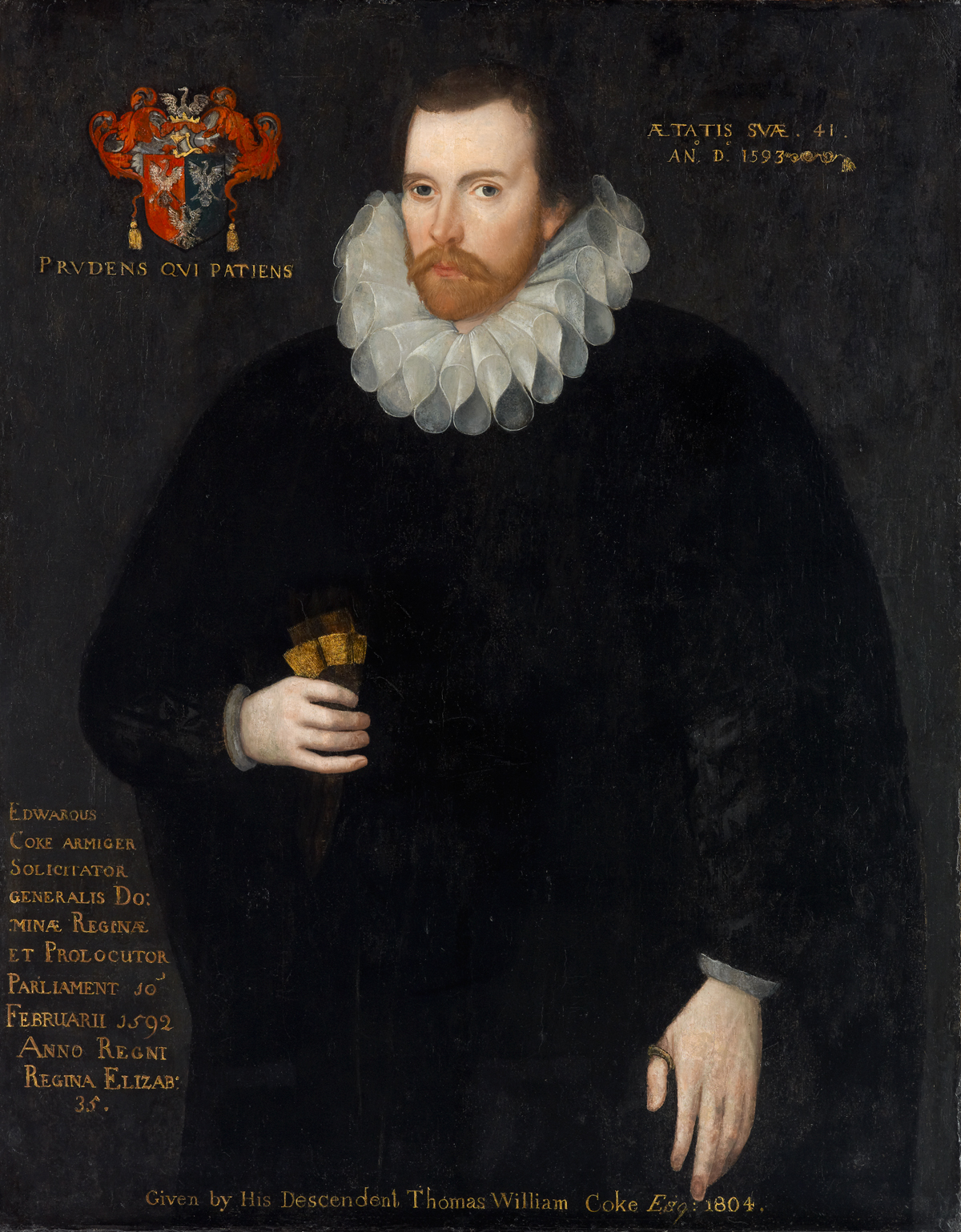
Edward Coke var åklagare under rättegången mot Garnet den 28 mars 1606. Målning av Thomas Athow efter original av okänd konstnär.

Åklagare under rättegången var Coke och han anklagade Garnet för att ha deltagit i varje katolsk konspiration sedan han återvände till England 1586. Coke sade att Garnet hade skickat Baynham till Rom för att få påvens tillåtelse att genomföra krutkonspirationen och att han i november 1605, under tiden han var vid Coughton Court, hade bett till Gud om att konspirationen skulle bli en framgång. Garnets förmodade förhållande med Vaux togs också upp under rättegången, men det var hans åsikter som framkommit i A Treatise of Equivocation som visade sig vara särskilt förödande för honom, även om Garnet fullt ut försvarade sina åsikter. Francis Treshams, som hade avlidit i Towern av en sjukdom den 23 december 1605, erkännande som han gav på sin dödsbädd lästes upp högt under rättegången. Tresham bad om ursäkt för att ha blandat in Garnet i det "spanska förräderiet" och han hävdade att han inte hade sett Garnet på 15 eller 16 år, vilket motbevisades under rättegången. Garnet kände inte till Treshams erkännande i förväg och kunde därför inte försvara sig mot påståendena.
Utlåtanden om konspirationer under Elisabets tid som drottning, i vilka andra jesuiter hade varit inblandade, lästes upp högt och det gjordes även några av konspiratörernas erkännanden. Garnets förnekade sitt tidigare samtal med Oldcorne, då det ansågs vara hemligt, och när Garnet av Salisbury fick frågan vad han skulle göra om påven exkommunicerade kung Jakob valde han att inte svara. Salisbury påpekade att eftersom det planerade lönnmordet inte hade ägt rum hade Garnet haft gott om tid på sig att varna myndigheterna om detta och Salisbury accepterade inte förklaringen att informationen hade varit förlagd med tystnadsplikt. Garnet svarade att han vid tillfället inte fullt ut förstod vad Catesby hade för planer till vilket Northampton replikerade: "Quod non prohibet cum potest, jubet" (vilket kan översättas till "vad en person inte förbjuder när han kan, beordrar han"). Garnet försökte försvara sig med att han faktiskt hade förbjudit Catesby från att fortsätta med sina planer, men detta argument föll på döva öron.
Medlemmarna av juryn behövde femton minuters överläggning innan de kom fram till domslutet att Garnet var skyldig till landsförräderi och han dömdes till att avrättas genom hängning, dragning och fyrdelning. Dagen efter rättegången redogjorde Garnet för sitt förhållande till Tresham och han skrev även till Jakob att han fortfarande fördömde allt våld mot den sittande kungen. Efter att myndigheterna hade ljugit för Garnet och sagt att de hade gripit Tesimond skrev han ett brev till denne, i vilket han bad om ursäkt för det samtal de hade haft föregående år. Slutligen skrev Garnet den 21 april ett brev till Vaux, där han beskrev hur hans levnadssituation hade sett ut under de senaste månaderna.

#### Avrättning

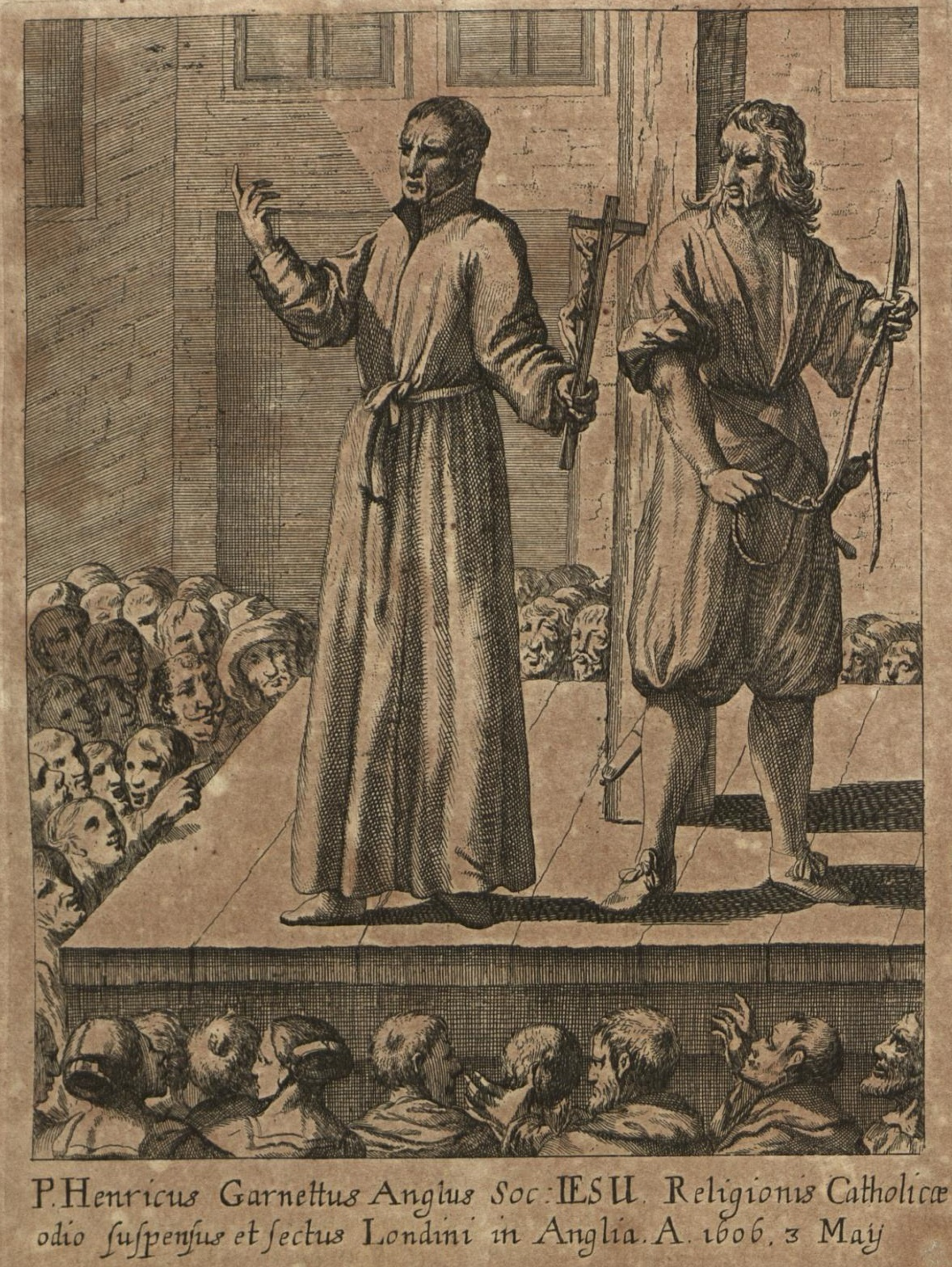
Garnet avrättades den 3 maj 1606 på kyrkogården vid den västra delen av Sankt Paulskatedralen.

Efter att ha tillbringat ungefär tre månader i Towern blev Garnet lördagen den 3 maj 1606 fastbunden på en träram och på denna drogs han med hjälp av tre hästar från Towern till kyrkogården vid den västra delen av Sankt Paulskatedralen. Han bar en svart kappa över sina kläder och en hatt och hade under färden mestadels sina händer knäppta och ögon stängda. De som var närvarande på kyrkogården var sheriffen av London, Henry Montagu, 1:e earl av Manchester, George Abbot och John Overall. Garnet teg när han blev tillfrågad om han kände till fler konspirationer som var i görningen. Han ignorerade erbjudandet om att konvertera till protestantismen och sade att han inte hade begått något brott gentemot kung Jakob. Det enda Garnet ansåg sig skyldig till var att han hade hållit konspirationen hemlig, på grund av sin tystnadsplikt, och för detta bad han om ursäkt ifall det hade förolämpat kungen eller regeringen. Detta ansågs av dem som bevittnade avrättningen som ett erkännande av att han var skyldig, men Garnet hävdade ännu en gång att han var oskyldig till det brott han dömts för.
Garnet uppmärksammade att den dag han skulle bli avrättad på inföll samtidigt som det heliga korsets upphöjelse innan han en sista gång hävdade att han var oskyldigt dömd. Garnet sade även att hans och Vaux förhållande inte på något sätt hade varit opassande. Efter detta bad han på schavotten innan han tog av sig kappan och steg upp för stegen. En protestantisk präst försökte nu ännu en gång övertala honom att konvertera, men Garnet svarade att han skulle dö som en katolik. Overall replikerade att "vi är alla katoliker", men Garnet höll inte med om hans uttalande. En sista gång bad Garnet innan han kastades ut från stegen med en snara runt halsen. Garnet avled av hängningen, antingen för att de som bevittnade hans avrättning började dra i hans ben eller för att Jakob hade beordrat att han skulle hängas tills han avlidit. Hans livlösa kropp fick sedan utstå resten av straffet. Inga applåder ljöd när bödeln höll upp Garnets hjärta och sade de traditionella orden: "Skåda en förrädares hjärta." Garnets huvud sattes på en påle på London Bridge, men när hans onormalt bleka ansikte började dra till sig ovanligt många beskådare tvingades myndigheterna vända huvudet uppåt så att ansiktet doldes.
En blodstänkt halmväska räddades från avrättningsplatsen och på denna sades det att man kunde se Garnets avbild. Väskan blev ett föremål för mångas nyfikenhet och den var tvungen att smugglas ut ur landet av jesuitorden. Dock försvann väskan någon gång under den franska revolutionen.

## Verk i urval
- An Apology Against the Defence of Schisme (1593)[63]
- A Treatise of Christian Renunciation (1593)[1]
- The Societie of the Rosary (1593–1594)[1]
- A Treatise of Equivocation (cirka 1598), tidigare kallad A Treatise against Lying and Fraudulent Dissimulation[64]